# Joseph Wolff

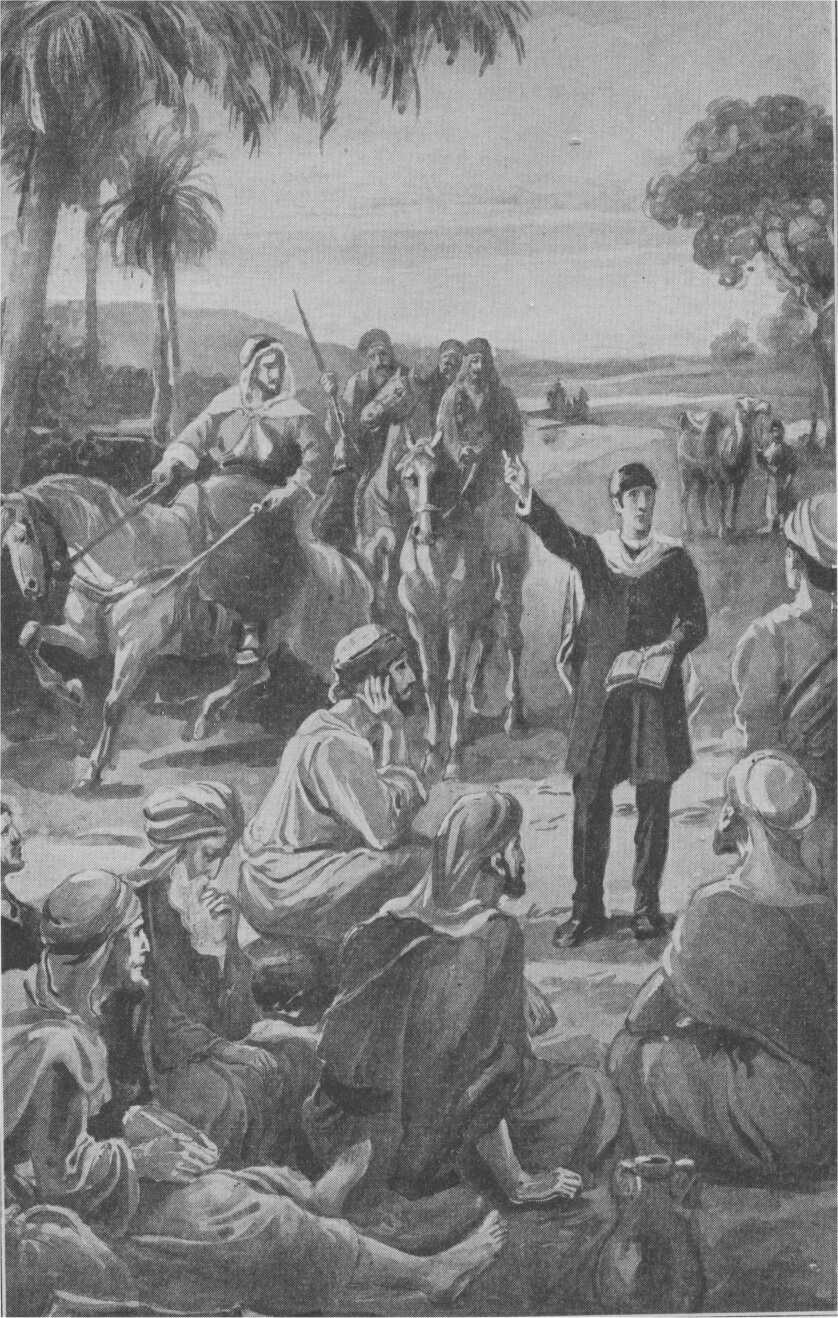
Joseph Wolff în misiunea sa de misionar din Palestina.

Joseph Wolff (n. 1795, Weilersbach, Bayerischer Reichskreis⁠(d), Germania – d. 2 mai 1862, Isle Brewers⁠(d), South Somerset, Anglia, Regatul Unit al Marii Britanii și Irlandei]) a fost un misionar creștin, fiul unui rabin. Wolff s-a convertit la creștinism și după stabilirea sa în Marea Britanie a aderat la Biserica Anglicană.

## Biografie
După ce tatăl său a devenit rabin la Württemberg în 1806 și-a trimis fiul să studieze la un liceu protestant din Stuttgart. 
S-a convertit la creștinism după ce a citit cărțile episcopului catolic Johann Michael Sailer (1751-1832). A fost botezat în 1812 în abația benedictină Emaus, lângă Praga. 
Wolff a urmat studiile la Universitatea din Tübingen și la Roma, unde a fost exmatriculat de la Colegiul de Propaganda Fide în 1818 pentru atacarea doctrinei infailibității papale. După o scurtă ședere la călugării redemptoristști de la Val Sainte lângă Fribourg, a mers la Londra, a intrat în Biserica Anglicană, și a reluat studiile teologice la Cambridge.
El a planificat un alt turneu misionar când a murit pe Insula Berarii la 2 mai 1862.
Fiul său a fost Henry Drummond-Wolff.
El a publicat și câteva jurnale din expedițiile sale.

## Opere publicate
- Jurnal Misionar și amintiri din Apocalipsă. Joseph Wolff, scrisă de el însuși; revizuită și editată de john Brayford. Londra, J. Duncan, 1824. Viitoare ediții: 1827, 1829.
- Cercetări și lucrare misionară despre evrei,musulmani și alte secte . Londra, J. Nisbet & Co., 1835. Reeditări: Philadelphia, O. Rogers, 1837
- Misiune narativă la Bukhara, între 1843-1845 pentru a stabili soarta colonelului Stoddart și a Căpitanului Conolly. Londra, J.W. Parker, 1845.Prima și a doua ediție (revizuită) editată și tipărită în 1845. Reeditări: New York, Harper & Bros., 1845; Edinburgh și Londra, William Blackwood & Sons, 1848; New York, Arno Press, 1970 ISBN 0-405-03072-X; Clasicul Elibron, 2001,  ISBN 1-4021-6116-6
  - Misiunea Bookhara. Londra, Routledge & K. Paul, 1969. ISBN 0-7100-6456
- Călătoriile și aventurile lui Rev. Joseph Wolff, D.D., LL. D: Vicar of Ile Brewers, în apropierea Taunton; și mai târziu misionar pentru evrei și Muhammadans în Persia, Bokhara, Cashmeer, etc. Londra, Saunders, Otley și altele

## Legături externe
- M. G. Bowler. To a Different Drum: Joseph Wolff: Hebrew-Christian Missionary Arhivat în 15 iulie 2006, la Wayback Machine., in the archives of 'Christian Witness to Israel'.
- Joseph Wolff (1861). Travels and adventures of the Rev. Joseph Wolff, in Internet Archive.
- White, Ellen A great religious awakening Arhivat în 21 februarie 2007, la Wayback Machine. in the Great Controversy